# 민성연
민성연(한국 한자: 閔省然, 2000년 2월 29일 ~ )은 대한민국의 축구 선수로, 포지션은 윙어이다. 현재 K리그2 김포 FC 소속이다.